# Lago de Amatitlán
A Laguna de Amatitlán ou também Lago de Amatitlán é uma laguna de origem vulcânica localizado centro-sul da Guatemala, próximo à Cidade da Guatemala. A cota de altitude deste lago localiza-se nos 1186 metros acima do nível do mar e apresenta uma profundidade máxima de 33 m e uma área de 15.2 quilómetros quadrados.